# Steingasse 124 (Bennungen)

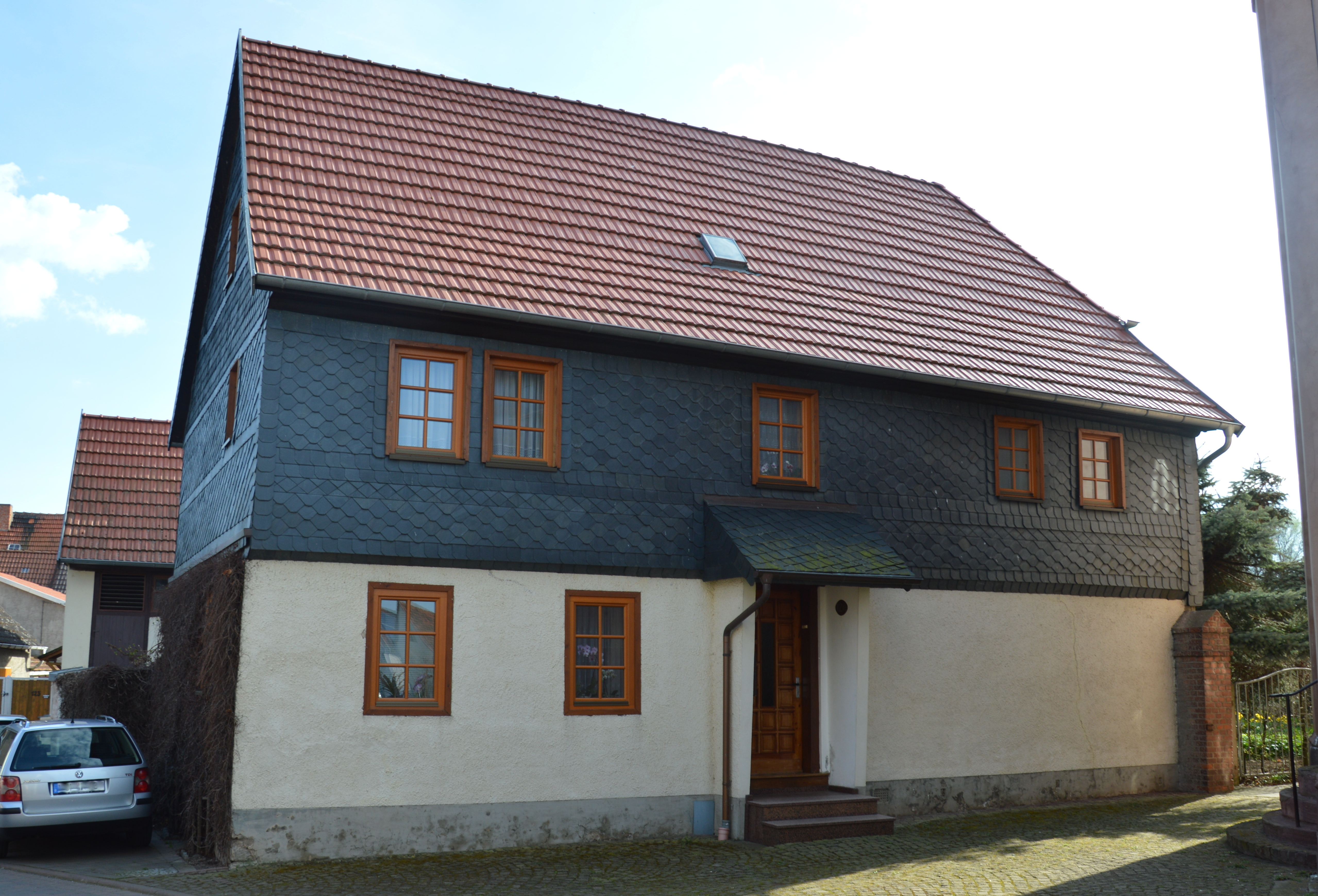
Haus Steingasse 124

Das Haus Steingasse 124 ist ein denkmalgeschützter Bauernhof in Bennungen in der Gemeinde Südharz in Sachsen-Anhalt.

## Lage
Es befindet sich im südlichen Teil des Dorfes, südöstlich der Sankt-Johannes-Kirche.

## Architektur und Geschichte
Der Dreiseitenhof entstand in der Zeit um 1820. Die geschlossen erhaltene und imposant wirkende Hofanlage verfügt auf ihrer Hofseite über einen Laubengang. Das jetzt (Stand 2017) als Wohnhaus genutzte Anwesen ist in seinem Erscheinungsbild durch eine nicht denkmalgerechte Fassadenverkleidung beeinträchtigt. 
Im örtlichen Denkmalverzeichnis ist der Bauernhof seit dem 24. August 1995 unter der Erfassungsnummer 094 83398 als Baudenkmal verzeichnet. Das Gebäude gilt als kulturell-künstlerisch sowie städtebaulich bedeutsam.